# Gieorgij Oppokow
Gieorgij Ippolitowicz Oppokow (Łomow), ros. Гео́ргий Ипполи́тович Оппо́ков (Ломов) (ur. 24 stycznia?/5 lutego 1888 w Saratowie, zm. 2 września 1937 w Moskwie) – radziecki polityk, ludowy komisarz sprawiedliwości RFSRR (1917), członek KC RKP(b) (1918–1919), członek KC WKP(b) (1927–1934).

## Życiorys
Urodzony w rodzinie szlacheckiej, ojciec kierował Bankiem Gubernialnym w Saratowie. W 1903 jako uczeń gimnazjum wstąpił do SDPRR, bolszewik. W latach 1906–1910 studiował ekonomię na Wydziale Prawa Uniwersytetu w Petersburgu. W 1910 aresztowany i zesłany do guberni archangielskiej, brał udział w wyprawach naukowych na Nową Ziemię i półwysep Kanin. W lutym 1913 amnestionowany, ukończył eksternistycznie Wydział Prawa Uniwersytetu Petersburskiego. W styczniu 1916 zesłany do guberni irkuckiej. 
Po rewolucji lutowej i obaleniu caratu w 1917 zwolniony z zesłania. Od marca 1917 członek Moskiewskiego Obwodowego Biura SDPRR(b) i Moskiewskiego Komitetu SDPRR(b), zastępca przewodniczącego Rady Moskiewskiej, od 16 sierpnia 1917 do 23 lutego 1918 członek CK SDPRR(b), w listopadzie 1917 członek Moskiewskiego Rewolucyjnego Komitetu Wojskowego. Od 9 do 29 listopada 1917 ludowy komisarz sprawiedliwości RFSRR. W listopadzie 1917 w demokratycznych wyborach wybrany na deputowanego do Zgromadzenia Ustawodawczego Rosji (Konstytuanty) z listy partii bolszewików z okręgu Włodzimierz.
Od 1 do 23 lutego 1918 członek Prezydium i zastępca przewodniczącego Najwyższej Rady Gospodarki Narodowej RFSRR, od 8 marca 1918 do 23 marca 1919 członek KC RKP(b), w latach 1918–1921 ponownie członek Prezydium i zastępca przewodniczącego Najwyższej Rady Gospodarki Narodowej RFSRR. Od 1921 członek Syberyjskiego Biura KC RKP(b), przewodniczący Syberyjskiego Biura Przemysłowego Najwyższej Rady Gospodarki Narodowej RFSRR, członek Syberyjskiego Komitetu Rewolucyjnego, w 1923 członek Uralskiego Biura KC RKP(b), od 1923 przewodniczący Nieftiesindikatu, członek Prezydium Najwyższej Rady Gospodarki Narodowej ZSRR, członek Moskiewskiego Komitetu RKP(b). Od 31 grudnia 1925 do 2 grudnia 1927 zastępca członka KC WKP(b), w latach 1926–1928 przewodniczący Zarządu „Donugol”, od 29 listopada 1927 do 5 czerwca 1930 członek KC KP(b)U, w latach 1927–1929 członek Biura Politycznego KC KP(b)U. Od 19 grudnia 1927 do 26 stycznia 1934 członek KC WKP(b), w latach 1929–1931 przewodniczący „Sojuznieft”, równocześnie w latach 1929–1931 członek Prezydium Najwyższej Rady Gospodarki Narodowej ZSRR, w latach 1931–1933 zastępca przewodniczącego Państwowej Komisji ds. Planowania (Gosplan), od 11 lutego 1934 do sierpnia 1937 członek Biura Komisji Kontroli Radzieckiej przy Radzie Komisarzy Ludowych ZSRR.
W okresie wielkiego terroru w ZSRR 28 sierpnia 1937 aresztowany przez NKWD. 2 września 1937 skazany na śmierć przez Kolegium Wojskowe Sądu Najwyższego ZSRR pod zarzutem szkodnictwa i udziału w kontrrewolucyjnej organizacji terrorystycznej, rozstrzelany tego samego dnia. Ciało skremowano w krematorium na Cmentarzu Dońskim, prochy pochowano anonimowo.
Zrehabilitowany 18 stycznia 1956 postanowieniem Kolegium Wojskowego Sądu Najwyższego ZSRR.